# Юдео-арабски език
Юдео-арабският език или също и Еврейско-арабският език (лугат-ал-яхуд) са група родствени наречия (диалекти) говорени от евреите от арабските страни – от Магреб до Ирак и Йемен и свързани с различните разновидности на арабския език.
До създаването на Израел през 1948 г. са традиционно разпространени в арабските страни и най-вече сред алжирските евреи и във Франция. По-младото поколение преминава от юдео-арабски диалекти на иврит в Израел, а във Франция - на френски език.
Средновековният юдео-арабски е един вид средноарабски, който се е говорил и от мюсюлманите и християните. В юдео-арабския са чести еврейските и по-точно арамейските думи и изрази, като в употреба е и еврейската азбука. Тъй като броят на буквите в еврейската азбука е по-малък от този в арабската азбука, липсващите са заменени от диакритични знаци. На средновековния еврейско-арабски е създадена богата колекция от религиозна, философска, научна и светска литература. Въпреки че, много евреи минават на арабски език от VII век, първите писмени документи на този език се отнасят към IX век.
Съвременните еврейско-арабски диалекти обикновено не се различават съществено от съответните арабски нееврейски диалекти, но има и такива на евреите от Сирия, Ливан, Йемен и Тунис, които най-вече лексикално (поради големия брой на заемки от иврит и арамейски, означаващи понятия от религията и културата и т.н.) са се отдалечили твърде много от местния арабски език. Езикът на някои по-късни еврейски миграции в Либия, Ирак, отчасти в Египет, е също доста отдалечен от местните арабски говори и се характеризира с наличието на множество специфични езикови особености. Тези особености са присъщи само на еврейско-арабския диалект на областта, и се изразяват на всички езикови равнища – фонетика, морфология, синтаксис и семантика.

## Наречия
- Еврейско-марокански
- Еврейско-алжирски
- Еврейско-тунизийски
- Еврейско-либийски (по-точно триполитански)
- Еврейско-египетски
- Еврейско-сирийски
- Еврейско-ливански
- Еврейско-иракски
- Еврейско-йеменски

## Други говори
Също така има и еврейско-арабски жаргон известен като арго. За разлика от еврейските наречия, говорени в християнските страни, еврейско-арабските диалекти се използват предимно в коментарите на текстовете на еврейския религиозен канон и в трактатите на религиозната и друга литература с религиозно-философски характер. Това е така, защото евреите в арабските страни са използвали за говорим език, онзи на който е съставена цялата религиозната еврейска литература - арамейския, който между впрочем някога в древността и античността е бил лингва франка и за евреите и езичниците. Ето защо, преминавайки, както и техните съседи неевреи, на арабски език, за тази евреи е останала тази употреба и те са опазили старата религиозна терминология от арамейски. Въпреки това, поезията на арабските евреи е на иврит.
Специфичен случай за особен вид еврейско-арабски е караитския-арабски диалект, който е използван от караитите още наричани и караими, които са живеели в арабските страни. В допълнение към възможните разлики в речника на тези езици, интересно е обстоятелството, че караитския арабски в ръкописите от X-XII век е в общо противоречие с езиковата тенденция в/на останалите еврейско-арабски езици, използващи еврейска азбука. Възможно е, караитите да са изпитали силното влияние на арабската култура в сравнение с техните по-бедни съвременници - рабанитите.
Средновековният еврейско-арабски език е и езика на науката и религията в арабския свят по това време, който е изпитал значителното влияние на древноеврйския език (върху основата на който е базирана и граматиката на арабския език).